# بحيرة كورنكا
62°35′N 29°21′E / 62.59°N 29.35°E
بحيرة كورنكا هي بحيرة متوسطة الحجم تقع في منطقة مستجمعات المياه الرئيسي فووكسي. وهي تقع في منطقة كاريليا الشمالية في فنلندا. البحيرة بأكملها وشواطئها تبلغ مساحة 13 كم، وهي محمية في برنامج حماية الطبيعة بسبب بحيرات المياه الشحيحة والتي تحتوي على عدد قليل جدا من المعادن من السهول الرملية.

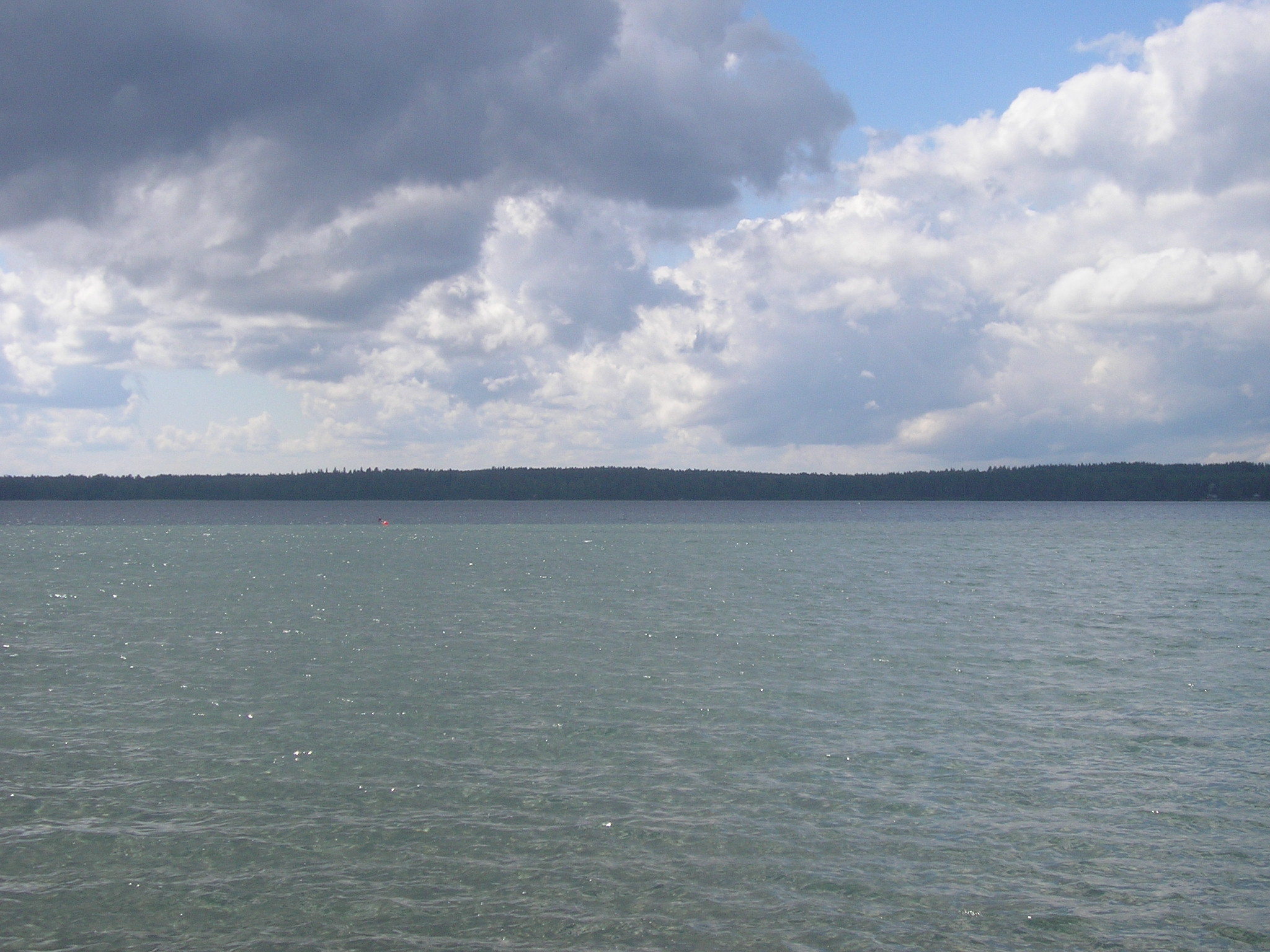
صورة أخرى للبحيرة

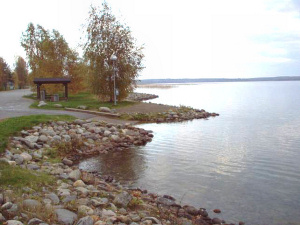
بحيرة كورنكا